# IC 418
IC 418, également connue comme la nébuleuse du Spirographe, est une très petite nébuleuse planétaire dans la constellation du Lièvre. Son surnom vient des filaments en arcs de cercle trouvés sur les images du télescope spatial Hubble. Elle a été découverte en 1894 par William Wallace Campbell à l'observatoire de Lick.
Un modèle détaillé de l'étoile et de la nébuleuse ont permis de déterminer sa distance (estimée à environ 1,25 kpc (∼4 080 al), son âge (estimé à ~1 400 ans) ainsi que la composition chimique de l'étoile et de la nébuleuse : un peu plus riche en carbone que le soleil.

## Observation
Son petit diamètre et sa luminosité faible en font un objet difficile à résoudre et réservé en général aux télescopes d'au moins 200 mm de diamètre, à partir de 200 fois de grossissement. L'aspect non stellaire est alors bien visible. IC 418 a été observé très en détail par de nombreux télescopes professionnels, dans de nombreux domaines de longueur d'onde. La taille apparente de la nébuleuse (et non de son étoile centrale) est de 0.2' x 0.2', ce qui nécessite un fort grossissement pour être vu[réf. nécessaire].
Pour repérer son aspect stellaire, elle se situe à ~225 minutes d'arc de Lambda Leporis. Sa magnitude apparente de 9.88 la rend totalement invisible à l'œil nu, mais l'aspect stellaire peut être vu avec un télescope amateur d'un grossissement d'environ 100 fois[réf. nécessaire]. L'étoile centrale (l'aspect stellaire de l'objet), nommée ZZ Leporis, est, comme son nom l'indique, une étoile variable.

## Nébuleuse planétaire
IC 418 est une très jeune nébuleuse planétaire. Si l'on prend en compte que sa vitesse d'expansion est proportionnelle, la nébuleuse doit s'être formée il y a ~1 400 ans, après qu'une géante rouge ait éjecté ses propres couches extérieures, et ait laissé une étoile AGB en perte de masse. En prenant en compte que son expansion est de 5,8 ± 1,5 mas/an-1, on peut en déduire que sa vitesse d'expansion est de 27,4 km/s-1.
Elle a une morphologie assez simple : tant au niveau optique que des ondes radio. Elle a une forme d'anneau elliptique avec un grand axe de 14 secondes d'arc et un petit axe de 10 secondes d'arc. Elle est entourée de plusieurs halos ionisés de bas niveaux qui sont eux-mêmes enfermés dans une enveloppe neutre avec une taille angulaire d'environ 2 minutes d'arc. Des estimations très divergentes de la distance à la nébuleuse planétaire ont été obtenus à l'aide de différentes méthodes statistiques. Malgré toutes les estimations de sa distance, un modèle détaillé sur la nébuleuse et son étoile suggère, avec les observations en rayons X du télescope spatial Chandra, d'une distance d'environ 1,25 kpc (∼4 080 al).
Elle est composée de nombreuses parties :
En son centre se situe tout un tas de structures gazeuses émanant des vents stellaires de ZZ Leporis (l'étoile centrale de la nébuleuse) et de coquilles et filaments de gaz. À l'extérieur se situe un système de couches très fines de gaz ionisé, telles qu'une région de photoionisation,. Après ses coquilles se situent deux halos de gaz.

## ZZ Leporis et étoiles de type ZZ Leporis

### Variabilité et prototype
Les variations de ZZ Leporis sont dues à la rotation de l'étoile qui produit des vents stellaires très chauds qui masquent la luminosité de l'étoile. Cette particularité a été remarquée en 1990 par Bond & Ciardullo, et a permis à ZZ Leporis de devenir le prototype des étoiles variables de type ZZ Leporis. La cause de leur variabilité reste à comprendre. Les variations photométriques sont présentes sur deux échelles de temps, de l'ordre des jours et des heures. Les mécanismes les plus plausibles de la variabilité sont la pulsation ou les variations du taux de perte de masse stellaire, même si les deux sont sûrement liés.
Les variations de lumière induites par les systèmes binaires peuvent dans la plupart des cas être exclues en raison des formes de courbe de luminosité observées, de l'absence de périodicité dominante et de l'absence de changements de vitesse radiale correspondants.
La raison pour laquelle on peut s'attendre à ce que des pulsations soient présentes dans les étoiles de type ZZ Lep est évidente à partir de leurs positions dans le diagramme de Hertzsprung-Russell. Elles sont situées à l'intersection de la voie évolutive de la branche des géantes asymptotique avec la bande d'instabilité des pulsateurs β Cephei. En 1993, Rita Gautschy a montré que les modèles stellaires rappelant ces étoiles ont des modes propres de pulsations instables. La même année, Erik Zalewski a confirmé ces résultats et a montré que les modèles non linéaires dans la gamme de température des étoiles ZZ Lep subissent une variabilité assez complexe de la lumière et de la vitesse radiale sur des échelles de temps de plusieurs heures. Des études spectroscopiques ultraviolettes soutiennent l'idée que les variations sont créées par des vents stellaires, car toutes les étoiles ZZ Lep examinées ont en effet montré des preuves claires de vents variables. On pense que le comportement temporel des vents de ces étoiles de type ZZ Lep est similaire à celui des étoiles OB massives, et lié à la période de rotation stellaire et peut être enraciné à la photosphère.
Les vents entraînés par la pression de radiation des étoiles chaudes, que ce soit sur la séquence principale, en tant que supergéantes, étoiles Wolf-Rayet, semblent généralement présenter une grande variabilité.
Quelle que soit la cause de la variabilité des étoiles ZZ Lep, elle aura des implications pour les connaissances astrophysiques. Les étoiles de type ZZ Lep traversent le diagramme HR sur des échelles de temps de quelques milliers d'années sous l'effet de la perte de masse. Si les étoiles ZZ Lep pulsent, les mesures des changements de période d'oscillation pourraient limiter étroitement leur vitesse d'évolution. Les calculs de modèles impliquent que cette vitesse dépend fortement de la masse et que, par conséquent, les masses des étoiles de type ZZ Lep pourraient être déterminées avec précision. Si les variations lumineuses compliquées des étoiles ZZ Lep étaient dues à des pulsations, alors elles pourraient même être accessibles à l'astérosismologie. Les contraintes sur le comportement de perte de masse des étoiles de type ZZ Lep sont également un atout pour comprendre leur évolution, leurs caractéristiques spectrales et même pour la mise en forme des nébuleuses environnantes.
L'une des raisons pour lesquelles le mécanisme de variabilité des étoiles ZZ Lep est si difficile à identifier peut être leur comportement complexe en combinaison avec un manque de données à l'appui. Les observations au sol souffrent de lacunes dues aux interruptions de la lumière du jour, alors que le temps sur des télescopes assez grands ou des engins spatiaux ultraviolets nécessaires à la surveillance spectroscopique est très limité. De plus, les étoiles ZZ Lep sont plutôt faibles et entourées de nébuleuses brillantes qui compliquent les mesures et leur interprétation. En revanche, leurs variations se produisent sur des échelles de temps plus courtes que celles des étoiles de type O ou B, qui sont de l'ordre de 1 jour, ce qui peut être un avantage observationnel.
ZZ Leporis est la seule étoile présente dans la zone de surveillance de la mission Kepler, ce qui fait que des mesures régulières sont possibles et envisagées. La plage de lumière des variations était de plusieurs centièmes de magnitude et l'échelle de temps de plusieurs heures, sans preuve claire d'une périodicité. La spectroscopie en ultraviolet a révélé la présence de raies d'absorptions correspondant à des vents stellaires, et des preuves claires d'une structure de vent variable.

### Propriétés de ZZ Leporis

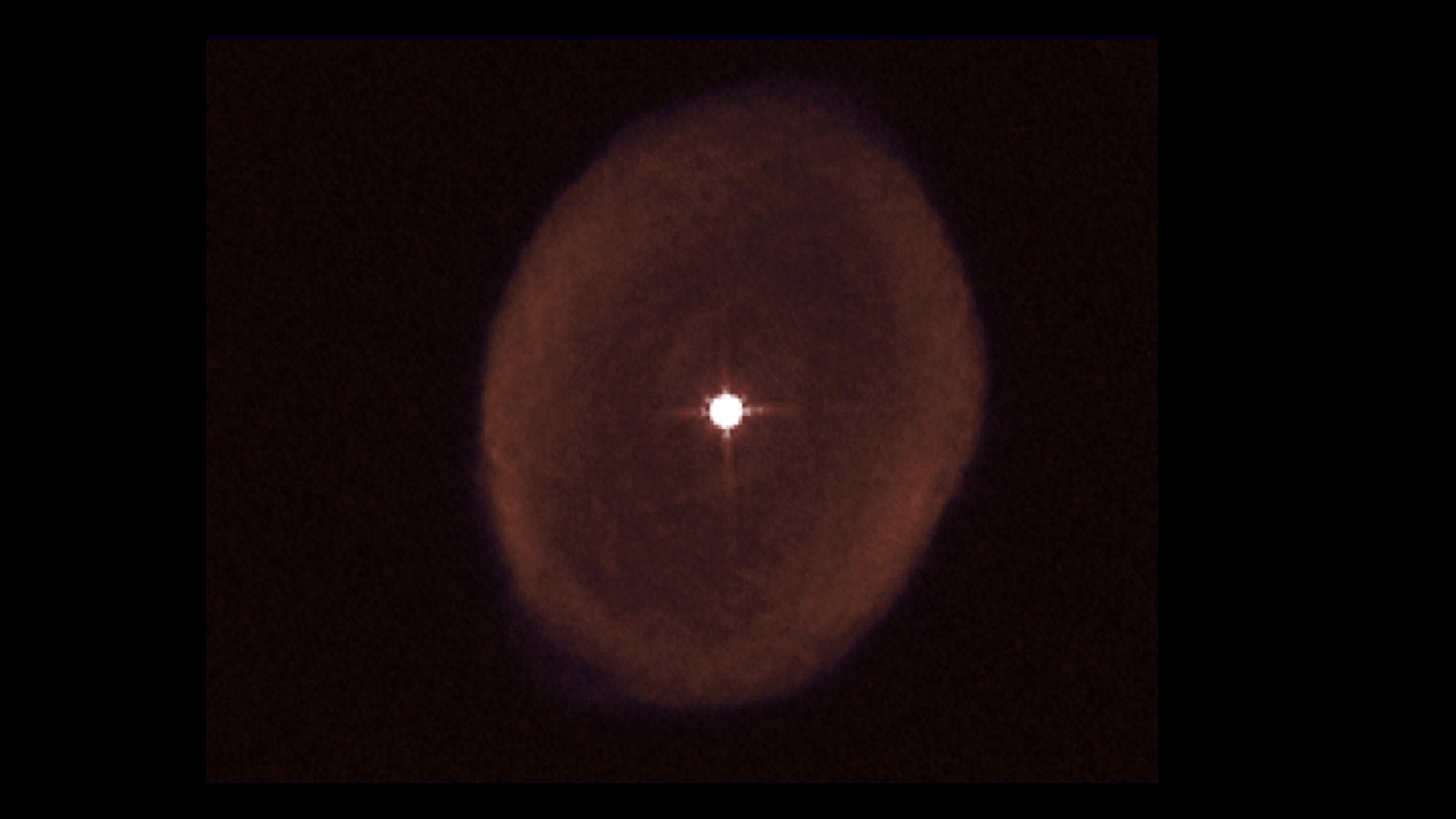
Image composite de ZZ Leporis, qui est l'objet présent au centre de l'image. Les images servant au composite ont été réalisées par le télescope spatial Hubble dans l'ultraviolet proche dans une longueur d'onde de 884 µm. Les images ont ensuite été empilées par l'astronome amateur Clément Violette.

ZZ Leporis est une étoile en perte de masse stellaire, chaude, très lumineuse et peu massive. Elle est une étoile AGB d'un rayon de 1,8 R☉, une température effective de 36 700 à 46 000 K, une luminosité de 7 700 L☉, et une masse de 2,8 M☉. L'étoile éjecte de la masse, sous la forme d'une perte de masse stellaire. Le taux de perte de masse actuel est estimé 3,8 × 10−8 M☉/an-1 et la vitesse terminale des gaz éjectés est de ~450 km/s-1, ce qui crée une bulle de matière photosphérique autour de l'étoile. Cette bulle est entièrement composée de plasma chauffé à plus de 3 × 106 K, qui s'étend sur environ 0,01 pc (∼0,032 6 al). Il existe une deuxième bulle de vent stellaire visible en rayons X qui marque du gaz chauffé à de très hautes températures et il semble que cette deuxième bulle de rayons X soit liée à la première, même si la bulle de rayons X présente une densité plus importante.
Son type spectral a été estimé à plusieurs reprises, et il existe donc plusieurs variantes. Les spectres les plus communément observés sont O4f et O7f. Les deux indiquent une étoile de hautes températures, et marquée par des raies d'émissions d'azote et d'hélium ionisé. Deux autres variantes, très similaires, sont Of-WR et WC. Toutes deux marquent les particularités d'une étoile Wolf-Rayet, marquée par une raie d'émission d'azote dans le spectre Of-WR, et une étoile Wolf-Rayet marquée par de fortes raies de carbone dans le spectre WC. Les deux spectres de Wolf-Rayet, Of-WR et WC, donnent le signe d'un profil P Cygni pour ZZ Leporis. Les particularités de ZZ Leporis et ses particularités spectrales ont laissé suggérer qu'il s'agissait d'une variable lumineuse bleue,.
Des raies spectrales de carbone ont été détectées au niveau des bordures de IC 418, ce qui semble confirmer le fait que ZZ Leporis est bien une étoile de Wolf-Rayet riche en carbone. Malgré cette présence importante de carbone, la nébuleuse ainsi que l'étoile présentent un déficit de métaux. L'étoile est aussi très riche en hélium 3, un isotope de l'hélium très rare. Sa teneur en hélium est estimée par un taux de [He/H] = 0,1. Elle est aussi l'une des seules étoiles connues à émettre une raie spectrale d'argon, avec une teneur en argon de [Ar/H] = 0.54. Son spectre montre aussi une très faible raie de chlore, avec une teneur de [Cl/H] = -0.11.
Aux abords de la nébuleuse existe une région de photoionisation, qui est due à des atomes qui rencontrent les radiations émises par ZZ Leporis. Immédiatement au-delà de la région photoionisée se trouve une coquille non ionisée fortement comprimée. Parce que cette coque non ionisée a une pression beaucoup plus élevée que les vents stellaires de ZZ Leporis, un choc dans les vents stellaires de l'étoile, propulsant ce gaz à l'extérieur, a dû avoir lieu. Ce choc a dû être causé par une expulsion particulièrement violente de matière sous la forme d'un vent stellaire de forte intensité qui aurait propulsé de la matière environnante à l'extérieur de la nébuleuse. Cette coquille de vent stellaire se déplace de 5,8 ± 1,5 mas/an-1, ce qui donne une vitesse d'expansion de la coque de 27,4 km/s-1. Des observations dans la raie HI, ont pu déterminer que la coquille provient bien d'un vestige de vent stellaire.
Avant de se transformer en nébuleuse planétaire, ZZ Leporis était une géante rouge en fin de vie. Sa masse était entre 2,5 et 3 M☉. À la fin de la vie de la géante rouge progénitrice, ses couches supérieures ont été éjectées sous la forme d'une nébuleuse planétaire, dans notre cas, une nébuleuse planétaire de 0,06 M☉. Après que les couches supérieures de la géante rouge aient été éjectées sous la forme d'une nébuleuse planétaire, l'étoile est entrée dans le premier stade de sa phase AGB. Au premier stade de sa vie dans une phase AGB, l'étoile centrale a perdu de la masse à une vitesse de 2,1 × 10−5 M☉/an-1 avec vitesse d'éjection de ~14 km/s-1. Dans quelques millions d'années, l'étoile finira sa phase AGB en perte de masse stellaire, et deviendra une naine blanche au bout de quelques milliards d'années.

## Émission de poussière
IC 418 est une source d'émission infrarouge qui correspond à de la poussière. Cette émission se situe dans le centre de la nébuleuse, et les modèles d'émission de poussières dans les nébuleuses prédisent de gros grains de carbone difformes situés dans la région extérieure et des petits grains de graphite situés dans la région ionisée (plus proche de l'étoile centrale). Deux caractéristiques d'émission observées à 11,5 et 30 μm sont également présentes, et correspondent à du carbure de silicium, du sulfure de magnésium et du fer. L'émission infrarouge correspond à des grains de forme ellipsoïdale. Une partie de la nébuleuse est appauvrie en éléments gazeux, tels que du magnésium, du silicium et du soufre, de l'ordre de 0,15 M☉, tandis que l'abondance de carbone, d'azote, d'oxygène, et de néon en masse est comparable à celle du Soleil. Le fer est fortement appauvri dans la nébuleuse et la faible quantité de celui-ci présente dans la poussière est loin d'être suffisante pour récupérer la valeur normalement présente dans les nébuleuses, et donc dans l'étoile progénitrice qui lui a donné vie. La propriété spectrale des poussières indique que celles-ci sont chauffées à ~10 000 K.

## Détection d'hélium 3
L'hélium 3, un isotope de l'hélium, est important pour de nombreux domaines de l'astrophysique, notamment l'évolution stellaire, l'évolution chimique et la cosmologie. L'hélium 3 est produit dans des étoiles de faible masse qui évoluent à travers la phase de nébuleuse planétaire. Les abondances de cet isotope dans une nébuleuse planétaire peuvent aider à tester des modèles de l'évolution chimique des galaxies. En 2016, une équipe de scientifiques annonce la détection d'hélium 3 dans IC 418, à l'aide d'une parabole unique du Deep Space Network (abrégé en DSN). Les observations du DSN notent une abondance d'hélium 3 dans la bulle de vent stellaire extérieure. La valeur inférieure du rapport [3He/H] se rapproche des valeurs prédites par les modèles stellaires, mais cela nécessite que de grandes quantités d'hélium 3 soient produites à l'intérieur des étoiles de faible masse qui enrichissent le milieu interstellaire. La nucléosynthèse du big bang est responsable de la formation de la majeure partie des isotopes de l'hélium dans l'univers, ainsi que de petites quantités de deutérium, d'hélium 3 et d'une très petite quantité de l'isotope du lithium. L'abondance actuelle d'hélium 3 interstellaire, comme pour tous les éléments légers, provient d'une combinaison de la nucléosynthèse du big bang et de nucléosynthèse stellaire dans les étoiles peu massives.
Pour ces étoiles, la combustion proton-proton est suffisamment rapide pour produire du deutérium et permettre la production d'hélium 3. Les modèles d'évolution stellaire prédisent en effet la formation d'hélium 3 en quantité significative par les étoiles de 1 à 2,5 M☉, avec une abondance de [3He/H] = 7, ce qui aurait porté l'abondance actuelle. Selon les modèles standard de nucléosynthèse stellaire, il devrait y avoir un gradient d'abondance dans le ratio d'hélium 3/hydrogène dans le disque galactique. Les observations de l'abondance d'hélium 3 dans les régions HII ne montrent presque aucun enrichissement au-dessus de la valeur causée par la nucléosynthèse du Big Bang.
Pour que le problème de déficit d'hélium 3 soit résolu, la grande majorité des étoiles de faible masse ne devrait pas enrichir le milieu interstellaire en mourant. Une suggestion pour résoudre ce problème est d'ajouter un mélange supplémentaire dans l'étape de la branche des géantes rouges. Ce mélange supplémentaire s'ajoute à la première explication pour modifier les abondances d'hélium 3 dans la photosphère des géantes rouges. Les scientifiques estiment que 90 % de l'hélium 3 est détruit dans les étoiles de 1 M☉, seulement 40 à 60 % sont détruits dans les étoiles de 2 M☉.
La détection d'hélium 3 dans IC 418 défie les limites de sensibilité de tous les radiotélescopes existants. Le problème avec IC 418 est le fait qu'elle abrite une quantité remarquable de cet isotope, autant d'hélium 3 est difficile à expliquer puisque la formation d'une nébuleuse planétaire indique que le gaz composant la nébuleuse provient de l'étoile. Le seul problème c'est que la présence d'autant d'hélium 3 est difficile à expliquer puisque 90 % de celui-ci est censé être détruit par l'étoile, mais dans le cas de IC 418, pour une raison quelconque, l'étoile progénitrice de IC 418 ne semble pas avoir détruit l'hélium présent en son cœur.
Des observations plus précises ont été faites avec le Karl G. Jansky Very Large Array et ont révélé qu'une petite partie (environ 1/5) de l'hélium 3 est regroupé sous la forme d'un halo entourant IC 418, même si le problème d'origine reste.

## Structure interne
Après une analyse d'images optiques, proches et moyennes infrarouge de IC 418, un certain nombre de structures, de coquilles, de filaments, même un système de trois anneaux concentriques et deux halos détachés ont pu être observés au sein de la nébuleuse.

### Anneau interne
Cet anneau, s'organisant sous la forme d'une coquille très dense, a une taille apparente de 3,5 × 5,5 secondes d'arc et est particulièrement brillant dans la raie de l'oxygène doublement ionisé, mais sa luminosité reste plus faible dans la raie Hα et reste non détectée dans la raie de l'azote doublement ionisé, impliquant que les radiations émises par ZZ Leporis taillent et déforment la structure interne de la nébuleuse.
Un modèle 3D, se basant sur les images du télescope spatial Hubble, a pu révéler que l'anneau interne est de forme ellipsoïdale avec un demi-grand axe de 6,6 secondes d'arc et un demi-petit axe de 5,3 secondes d'arc, orienté dans un axe vertical de 341° et avec un angle d'inclinaison de 65° par rapport à la ligne de visée de la Terre. En raison de sa forme d'ellipse, ses différentes parties ne se déplacent pas à la même vitesse. En supposant une expansion homologue, la vitesse polaire de l'anneau est de 15,7 km/s-1 et une vitesse équatoriale de l'anneau est de 12,6 km/s-1. L'âge cinématique de l'anneau prédit qu'il s'est formé il y a 2 600 ± 800 ans.

### Filaments radiaux et anneaux
Les images du télescope spatial Hubble dans les raies d'azote doublement ionisé et Hα révèlent un système de filaments ou de rayons radiaux qui émanent du centre de IC 418. Ces filaments sont pour la plupart radiaux, pointant vers l'emplacement de l'étoile centrale. Leur taille est variable, mais dans quelques cas, les mesures montrent des extensions jusqu'à 2,7 secondes d'arc. Les scientifiques notent également la présence de petites cloques ou de caractéristiques "ressemblant à des bulles" sur les parois extérieures des filaments.
Les images à haute résolution suggèrent que la séparation entre les anneaux n'est pas uniforme, avec une distance moyenne entre les pics d'environ 1 seconde d'arc. Ce profil suggère même un plus grand nombre d'anneaux, mais la qualité des observations empêche de faire un constat plus précis.

## Structure externe
La plupart des structures externes de IC 418 sont des halos de gaz ionisé qui entourent la nébuleuse.

### Halo interne
Malgré son nom de halo interne, cette structure demeure à l'extérieur des couches externes de la nébuleuse.
Après la publication de l'analyse, des images en bandes J, H et K du Two-Micron All-Sky Survey laissent entendre la présence d'un léger halo rond de rayon égal à 75 secondes d'arc. Étant donné que la détection de structures faibles autour de nébuleuses brillantes est entravée par des artefacts instrumentaux qui produisent des « halos fantômes », la véritable nature de cette structure est restée incertaine. Les nouvelles images en bandes infrarouges obtenues avec la caméra CAMILA de l'observatoire de San Pedro identifient un halo avec la même étendue spatiale que celle suggérée dans les images du Two-Micron All-Sky Survey. Les images WISE supplémentaires confirment, sans ambiguïté, la présence et l'étendue spatiale du halo.
Ce halo interne est essentiellement détecté dans l'infrarouge proche. La nature de cette émission est précisée par le spectre proche infrarouge du halo, qui montre qu'une raie d'émission de gaz ionisé est le principal contributeur à l'émission dans la bande J et par conséquent, le halo interne d'IC 418 est fait de gaz ionisé. L'absence d'émission continue dans le spectre réalisé par le satellite ISO renforce encore l'hypothèse selon laquelle l'émission de ce halo provient d'un matériau ionisé.

### Halo externe
Les images infrarouges du WISE d'IC 418 révèlent un halo elliptique supplémentaire inattendu, avec son axe principal long de ∼ 300°. Cette coquille est environ cinq fois plus pâle que le halo intérieur et elle a une morphologie remarquable, car sa pointe Ouest est plus brillante que la pointe Est. La morphologie elliptique et la distribution asymétrique de la luminosité de ce halo externe peuvent indiquer le mouvement d'IC 418 par rapport au milieu interstellaire. La position excentrée de la nébuleuse principale, décalée de 6 secondes d'arc par rapport au centre d'IC 418, est cohérente avec cette hypothèse.

## Galerie

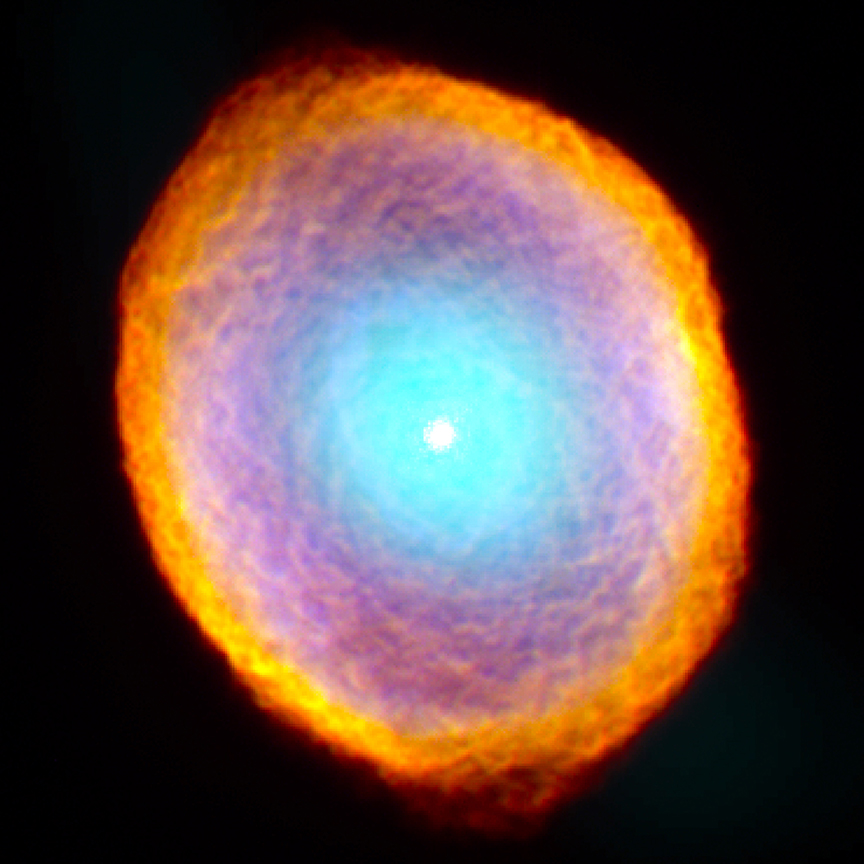
Image composite de IC 418 réalisée à partir des images des télescopes spatiaux Hubble et Chandra.
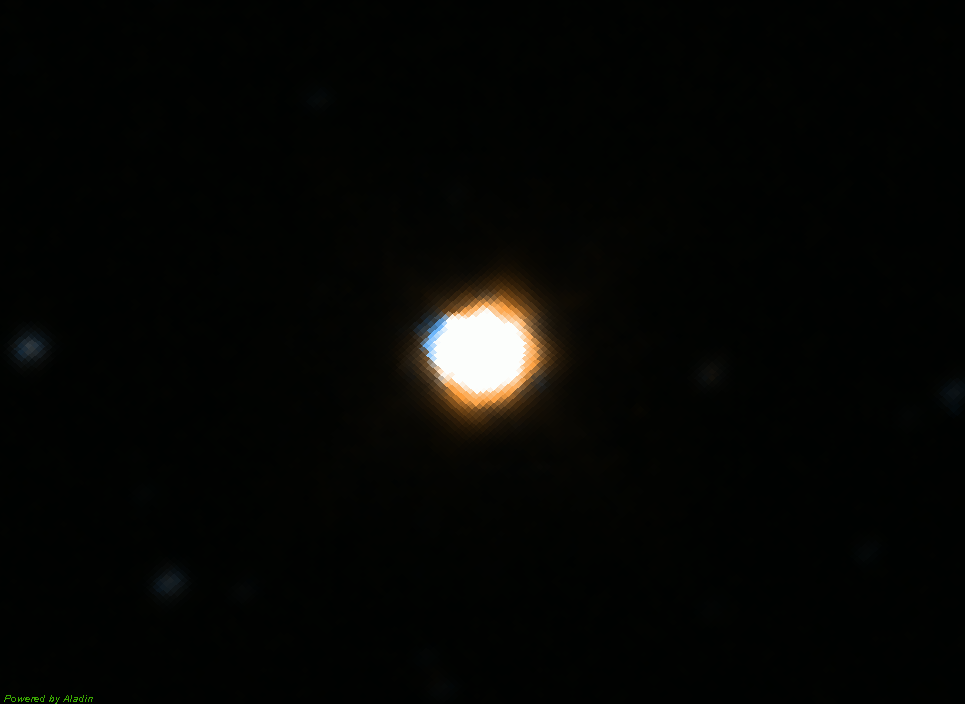
IC 418 vue par l'instrument NEOWISER installé sur le WISE.
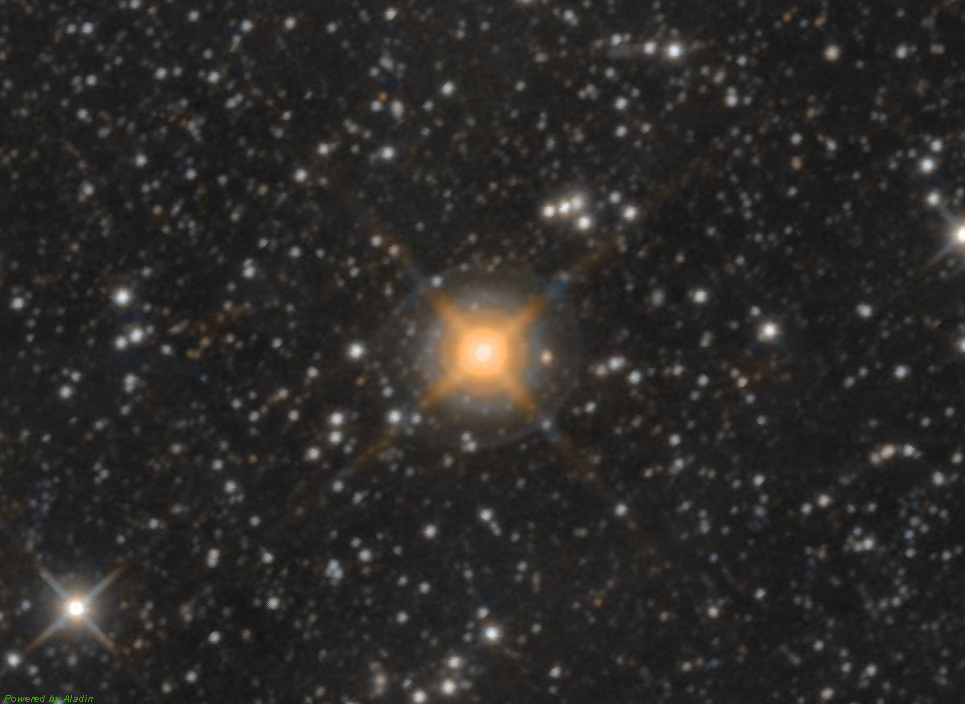
IC 418 vue par l'instrument unWISE installé sur le WISE.
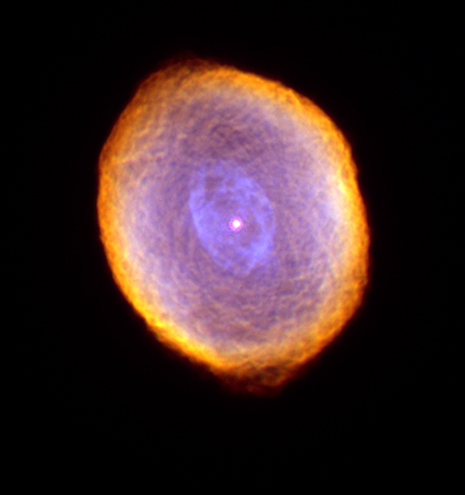
Image du télescope spatial Hubble réalisée en 1999.
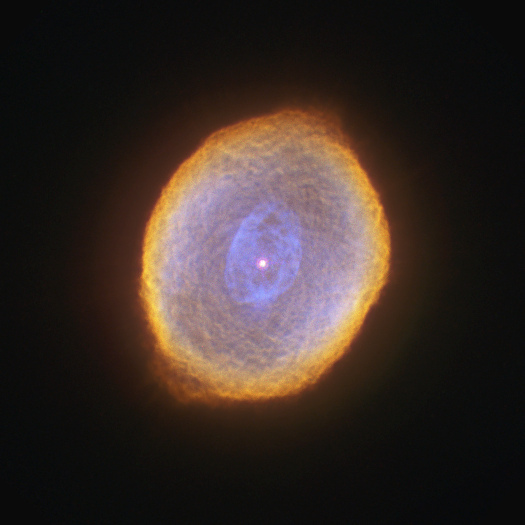
Autre image du télescope spatial Hubble.
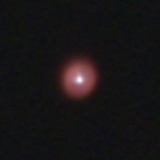
Image de IC 418 par Klaus Hohmann.